# Babylon Blaster
Babylon Blaster er en animationsfilm fra 1985 instrueret af Lejf Marcussen.

## Handling
Dramatisk og polemisk montage af billed- og lydfragmenter, der repræsenterer verdens mange forskellige magtdiskurser - "kirker" - som råber i munden på hinanden og løber sammen i mediernes strøm af impulser. I videoens skjulte undertekst modstilles journalistikkens firkantede rationalitet med kunstens mere intuitive og åbne begrebsapparat, mens alt det ubegribelige passerer revy i en ren sanseorkan.